# Lõiuse
Lõiuse – wieś w Estonii, w prowincji Rapla, w gminie Juuru.

## Natura
Przez wieś przepływa rzeka Angerja.